# Piraquê
Piraquê är en kommun i Brasilien.   Den ligger i delstaten Tocantins, i den centrala delen av landet, 1 000 km norr om huvudstaden Brasília. Antalet invånare är 2 920.
Omgivningarna runt Piraquê är huvudsakligen savann. Runt Piraquê är det mycket glesbefolkat, med 6 invånare per kvadratkilometer.